# Гнилуша (приток Десны)
Гнилуша (укр. Гнилуша), или Вир, — левый приток Десны, протекающий по Козелецкому району (Черниговская область, Украина); один из многочисленных рукавов Десны (в верховье разорвано соединение), образованных вследствие русловых процессов: русловая многорукавность.

## География
Длина — 13 км, по другим данным — 15 км. Площадь водосборного бассейна — 43,6 км². Скорость течения — 0,1 м/с.
Русло сильно извилистое с крутыми поворотами (меандрированное), местами расширяется до 25 м. Долина Гнилуши сливается с долиной Старухи (что расположена западнее) и Десны. На протяжении всей длины связывается постоянными и временными водотоками с множеством озёр (например, с озером Кривишино). У истоков река пересыхает. К безымянному притоку примыкает канал, который расходится на два магистральных канала с сетью каналов (у сёл Олбин и Котов).
Река берёт начало от двух пересыхающих ручьёв восточнее села Моровск (Козелецкий район). Течёт на юг. Гнилуша, которая ранее впадала в реку Старуху в 200 м от её устья, ныне впадает в Десну северо-западнее села Белики (Козелецкий район), поскольку вследствие антропогенной деятельности (мелиоративные работы) её устье сместилось на 242 м от устья Старухи.
Пойма занята заболоченными участками с лугами и кустарниками, незначительно лесами (лесополосы и одиночные деревья). Имеет один безымянный левый приток.
Населённые пункты на реке (от истока к устью):
Козелецкий район
1. Жилин Млынок
2. Белики